# Loretta Sánchez
Loretta Sánchez, née le 7 janvier 1960 à Lynwood, est une femme politique américaine, membre du Parti démocrate et élue à la Chambre des représentants des États-Unis pour la Californie de 1997 à 2017.

## Enfance et famille
Ses parents sont originaires de l'État de Sonora, au Mexique. Elle est la deuxième enfant d'une famille de sept. Sa sœur Linda Sánchez est également représentante démocrate de Californie, élue depuis 2003 du 39e puis du 38e district. Il s'agit du seul duo de sœurs à avoir siégé à la Chambre des représentants.
Elle fréquente le Katella High School d'Anaheim. D'abord inscrite comme républicaine, elle rejoint le Parti démocrate au début des années 1990 face aux propos de certains dirigeants républicains concernant les Mexicains.

## Carrière politique

### Représentante de Californie
En 1996, Sánchez se présente aux élections à la Chambre des représentants des États-Unis dans le 46e district de Californie. Elle l'emporte par moins de 1 000 voix d'avance face au républicain ultraconservateur Bob Dornan. Son élection est considérée comme une surprise dans le bastion conservateur que constitue le comté d'Orange. Dornan conteste les résultats. Bien que des fraudes soient constatées, la justice n'annule pas l'élection. Sánchez fait à nouveau face à Dornan lors des élections de 1998, dans l'un des duels les plus coûteux en termes de campagne du pays. Elle remporte plus largement l'élection avec environ 57 % des suffrages. Elle est réélue en 2000.
Sanchez est ensuite réélue en 2002, 2004, 2006, 2008 et 2010 dans le 47e district de Californie. La circonscription, située au centre du comté d'Orange, est majoritairement hispanique avec une importante communauté vietnamienne. À la suite du redécoupage des districts, elle redevient représentante du 46e district en 2012 avant d'être réélue en 2014.
Elle fait partie de la Blue Dog Coalition qui regroupe les démocrates fiscalement conservateurs. Considérée comme une experte en matière de défense, elle a voté contre la guerre d'Irak et le USA PATRIOT Act.

### Candidature au Sénat
En mai 2015, à la suite du retrait de la sénatrice démocrate sortante Barbara Boxer, elle annonce sa candidature au Sénat fédéral alors que la procureure générale démocrate Kamala Harris fait figure de favorite. Sánchez arrive en deuxième position de l'élection primaire générale du 7 juin 2016 avec 18,4 % des voix, distancée de 23 points par Harris. Les deux femmes s'affrontent lors de l'élection sénatoriale de novembre. Pour la première fois de l'histoire de Californie, aucun républicain ne peut participer à l'élection. Harris remporte facilement l'élection avec 61,6 % des suffrages contre 38,4 % pour Sánchez.

## Historique électoral

### Chambre des représentants des États-Unis
| Année | Loretta Sánchez | Républicain | Libertarien | Indépendant | NLP    | RPUSA  | AIP    |
| ----- | --------------- | ----------- | ----------- | ----------- | ------ | ------ | ------ |
| Année |                 |             |             |             |        |        |        |
| 1996  | 46,66 %         | 45,71 %     | 2,27 %      | 0,01 %      | 1,92 % | 3,44 % | —      |
| 1998  | 56,43 %         | 39,28 %     | 2,72 %      | —           | 1,57 % | —      | —      |
| 2000  | 60,20 %         | 35,01 %     | 2,70 %      | —           | 2,09 % | —      | —      |
| 2002  | 60,56 %         | 34,69 %     | 4,20 %      | 0,55 %      | —      | —      | —      |
| 2004  | 60,38 %         | 39,62 %     | —           | —           | —      | —      | —      |
| 2006  | 62,33 %         | 37,67 %     | —           | —           | —      | —      | —      |
| 2008  | 69,49 %         | 25,43 %     | —           | —           | —      | —      | 5,08 % |
| 2010  | 52,98 %         | 39,27 %     | —           | 7,76 %      | —      | —      | —      |
| 2012  | 63,87 %         | 36,13 %     | —           | —           | —      | —      | —      |
| 2014  | 59,70 %         | 40,30 %     | —           | —           | —      | —      | —      |